# Stewica Ristiḱ
Stewica Ristiḱ (cyryl. Стевица Ристиќ, ur. 23 maja 1982 we Vršacu) – macedoński piłkarz grający na pozycji napastnika w Shonan Bellmare oraz reprezentacji Macedonii.

## Kariera
Profesjonalną grę rozpoczął w rodzinnym FK Vršac, a później FK Mladost Luks. W 2003 przeprowadził się do Macedonii, gdzie grał w Sileks Kratowo. Przez trzy kolejne sezony zdobywał tytuł najlepszego strzelca I ligi macedońskiej, co zaowocowało transferem wartym 250 000 euro do koreańskiego Jeonbuk Hyundai Motors. Tamże uzyskał w pierwszym sezonie tytuł gracza roku. W 2008 roku został wypożyczony do Pohang Steelers w zamian za Shina Kwang-Hoona.

## Życie osobiste
Jego ojciec jest serbskiego, a matka macedońskiego pochodzenia.

## Osiągnięcia

### Klubowe
Pohang Steelers
- Puchar Korei Południowej w piłce nożnej (1): 2008
- Puchar Ligi Korei Południowej w piłce nożnej (1): 2009
- Azjatycka Liga Mistrzów w piłce nożnej (1): 2009

## Bramki międzynarodowe
| Data          | Miejsce | Przeciwnik | Bramka | Wynik | Rozgrywki       |
| ------------- | ------- | ---------- | ------ | ----- | --------------- |
| 7 lutego 2007 | Tirana  | Albania    | 1 gol  | 1-0   | Mecz towarzyski |